# 太陽の王子 ホルスの大冒険
『太陽の王子 ホルスの大冒険』（たいようのおうじ ホルスのだいぼうけん）は、東映動画製作の日本の劇場用アニメ映画。公開は1968年7月21日、上映時間82分、シネスコ（東映スコープ）。『東映まんがパレード』（のちの『東映まんがまつり』）の一本として上映された。
文部省選定作品。
キャッチコピーは「ホルスはとても強いんだ!」「太陽のつるぎがきらッきらッとかがやくと 巨人モーグがあらわれた! かわいゝ動物やおそろしい怪物もいっぱい!」。

## 概要
アイヌの伝承をモチーフにした深沢一夫の戯曲（人形劇）『春楡（チキサニ）の上に太陽』を基とし、舞台を「さむい北国のとおいむかし」として製作された。
制作トップに立った高畑勲にとっては初めての監督作品（当時東映動画では監督という言葉は用いず監督業を演出と呼称していた）。興行的な成功には縁遠かったとはいえ、高畑が中編・長編アニメに進出する足がかりとなった。宮崎駿が本格的に制作に携わった初めてのアニメ作品でもある。
2002年7月21日にDVDが発売された。初公開時の上映作品すべてをまとめて収録したDVDは『復刻! 東映まんがまつり 1968年夏』として2012年7月21日に発売された。
動画枚数49,355枚。

## あらすじ
悪魔グルンワルドの手から自分の息子を守りたいという一心で、父の手によって他の人間の許から離されて育ったホルスは、ある日岩男モーグに出会い、モーグの肩に刺さっていた太陽の剣を抜き取る。モーグはそれをホルスに与え、それを鍛え直した暁にはそれを持つ者は太陽の王子と呼ばれるようになり、モーグ自身もその許に馳せ参ずるだろうと告げた。意気揚々と走り回るホルスだが、次にホルスを待っていたのは父が危篤であるという知らせだった。ホルスの父は、ホルスを人間の元から離して育てた事は間違いであり、他の人間の所に向かうようにホルスに告げて、息絶える。
父の遺言に従い、他の人間の住む陸地に辿り着いたホルスだが、早々にグルンワルドの手下に捕らえられてしまう。その後グルンワルドとの対面を果たすが、グルンワルドの弟になることを拒んだために崖から突き落とされる。太陽の剣のおかげで九死に一生を得たホルスは、気を失っていたところをガンコ爺さんに助けられ、ガンコ爺さんの鍛冶仕事に関心を持つ。
しかしその村はグルンワルドの手下である大カマスのために魚が獲れず、食料不足に苦しんでいた。大カマスの退治に向かった若者達が為す術も無く帰ってきた様子を見たホルスは、一人大カマスのいる滝壺に向かい、見事大カマスを仕留める。一人で大カマスを仕留めたと言うホルスに村人は驚きを隠せないが、程なくして再び魚がやってくるようになり、ホルスは一躍村の英雄となった。しかしそれは同時に村長とドラーゴの嫉妬心を買う事も意味していた。
死んだとばかり思っていたホルスが、大カマスを退治したという知らせを聞いたグルンワルドは、狼たちを村に遣わすが、一致団結した村人の前には歯が立たず、多くが討たれる。討ち逃した銀色狼を追っていたホルスは、廃墟の村の中でヒルダと出会い、孤独な境遇に親近感を抱いて村に招く。ヒルダはその美しい歌ですぐに村人たちに気に入られた。
しかしヒルダは、過去の記憶が足枷となっているのか、協調的に生きる村人の輪に入る事が出来ない。ヒルダの孤独感はむしろいや増し、それに伴ってヒルダの悪魔としての心が呼び覚まされていく。トトにそそのかされたヒルダは、村人たちにホルスに対する疑念を抱かせ、ホルスを迷いの森へと誘い込む。
迷いの森に堕ちたホルスは、次々に襲ってくる幻想に苦しめられるが、その中でグルンワルドに対抗する手がかりをつかむ。村人全員が力を合わせれば、グルンワルドに対抗する力に成り得ることを知ったのである。ヒルダの心の葛藤も見破ったホルスは、ヒルダの人間の心を呼び覚ますことにも成功する。
ホルスのいなくなった村では、グルンワルドの出現におののいていた。グルンワルドの魔法で村は吹雪に襲われるが、その中でもガンコ爺さんやポトムたちがグルンワルドに対抗しようと必死に策を練っていた。ガンコ爺さんが積み上げた薪に火をくべ、村人を団結させたところにホルスが舞い戻り、団結の象徴であるその火で太陽の剣を鍛え上げる。約束通りモーグも応援に駆けつけ、グルンワルドは退散を余儀なくされる。勢いづいた村人たちはグルンワルドの城まで追い討ちをかけ、モーグによって太陽の光を浴びせられてグルンワルドがひるんだところにホルスが太陽の剣でとどめを刺し、グルンワルドは倒れる。
ヒルダは、雪の中を彷徨うフレップとコロに命の珠を与えたが、息絶える事はなかった。勝利に沸く村にヒルダも現れ、ホルスがヒルダの手を取り、ポトムたちと駆けていくところで大団円となる。

## 登場人物
この作品のキャラクターデザインはアニメーターが出し合ったデザイン案を高畑監督が方向性を考えながらまとめて、最後に担当者を決めて仕上げられた。どのキャラクターにも複数の人間のデザインが取り入れられ、高畑監督自身の考えも反映されている。そのためこのキャラクター一人一人について作った人物を特定することは難しい。この項の「キャラクターデザイン」ではデザインの仕上げをした担当者の名前を記す。
ホルス
声：大方斐紗子、キャラクターデザイン：大塚康生
14歳。大自然の仲で伸び伸びと育った。真っ直ぐな性格であまり他人を疑ったりしない。常に村人に先んじて行動に出、問題を一人で解決しようとする傾向がある。父親の遺言により仲間となるべき人間を捜して住み慣れた家を離れる。
ヒルダ
声：市原悦子、キャラクターデザイン：森康二
15歳。孤独な少女。悪魔グルンワルドの妹。グルンワルドに滅ぼされた村の生き残り。グルンワルドに授けられた「命の珠」により永遠の命を持つ。歌によって人の心を魅了するが、自分自身の心の歌は歌えない。グルンワルドの手先として行動し人々に不和を芽生えさせる。人間の心と悪魔の心の間で常に葛藤している。
グルンワルド
声：平幹二朗、キャラクターデザイン：宮崎駿・奥山玲子・林静一
雪や氷を操り氷の城に住む悪魔。人を疑心暗鬼にさせ、数々の村を滅ぼした。銀色狼、大鷲、大カマス、そしてヒルダを使い人間に災いをもたらす。気に入った人間をスカウトし自分の弟妹として利用する。ヒルダに「命の珠」を与える。
ホルスの父
声：横森久、キャラクターデザイン：宮崎駿
55歳。悪魔に滅ぼされた村の生き残り。ホルスのために村を捨てて船で逃げた。船を改造した小屋でたったひとりでホルスを育てる。ホルスに集団生活を教えなかった事を後悔している。死の間際、ホルスに自分の斧を渡し「仲間の所へ行け」と遺言を残す。
岩男モーグ
声：横内正、キャラクターデザイン：宮崎駿
岩でできた巨人。人間で言う髪にあたる部分には木が茂っている。大地に埋まって昼寝していた。肩に刺さっていた太陽の剣をホルスに与える。「『太陽の剣』を鍛え直し、使いこなせた者こそ『太陽の王子』と呼ばれるようになる」と予言する。グルンワルドとの戦いでは人間に味方し、氷のマンモスを倒した。氷の城の壁に穴を開け、城に太陽の光を注ぎ込んだ。
ポトム
声：堀絢子、キャラクターデザイン：小田部羊一
15歳。村長の息子。正義感が強くホルスの一番の理解者。村のおとなたちに不満を感じている。
ガンコ爺さん
声：東野英治郎、キャラクターデザイン：宮崎駿
60歳。村の鍛冶屋。村に流れ着いたホルスを保護する。グルンワルドとの戦いでは槍などの武器を用意する。
ボルド
声：横内正
25歳。村の青年リーダー。実直な人柄。ヒルダの歌に惑わされなかった。しばしば村人の先頭に立って行動する。
村長
声：三島雅夫
45歳。自己中心的で臆病。自分の保身ばかりを気にする。
ドラーゴ
声：永田靖、キャラクターデザイン：小田部羊一
50歳。村のNo.2。常に奸計をめぐらす。ヒルダを利用して村長の座を狙おうとする。ホルスを陥れて村から追放した。
ルサン
声：津坂匡章（現・秋野太作）、キャラクターデザイン：小田部羊一
25歳。村の青年。大カマスとの戦いで腕を負傷する。ピリアと婚礼を上げる。
ピリア
声：赤沢亜沙子、キャラクターデザイン：奥山玲子
20歳。村の若い女性。ルサンと婚礼を上げる。
チャハル
声：杉山徳子、キャラクターデザイン：奥山玲子
30歳。フレップの母親。夫のモラスは村のために大カマスと戦い死んだ。ガンコ爺さんに食事を運んだり、ピリアの婚礼衣装を縫ったりと村のお母さん役を務める。
フレップ
声：堀絢子、キャラクターデザイン：大塚康生
5歳。村の少年。チャハルとモラスの息子。流れ着いたホルスを最初に発見する。大カマスに殺された父親の敵を討とうとする芯の強さも持っている。
マウニ
声：水垣洋子、キャラクターデザイン：奥山玲子
3歳。村の少女。ルサンとピリアの婚礼の唄を歌う。ヒルダになついている。
コロ
声：浅井ゆかり、キャラクターデザイン：大塚康生
ホルスといっしょに育った小熊。食いしん坊。村に着いてからはフレップといっしょにいる。
チロ
声：小原乃梨子、キャラクターデザイン：小田部羊一
常にヒルダと共にいる子リス。悪魔グルンワルドの手下でありながら心優しい。ヒルダの良心の象徴。
トト
声：横森久、キャラクターデザイン：小田部羊一
常にヒルダと共にいる白フクロウ。悪魔グルンワルドの手下。グルンワルドに忠実で、ヒルダをグルンワルドからの命令を守らせるために監視している。ヒルダの悪魔の心の象徴。
大カマス
キャラクターデザイン：大塚康生
グルンワルドの手下。村の川下の滝つぼに棲む。魚の遡上を阻害し村に飢えをもたらした。
氷マンモス
キャラクターデザイン：宮崎駿
魔力で作り出された巨大な氷のマンモス。グルンワルドを頭に乗せて運び、村を踏みつぶす。
大鷲
キャラクターデザイン：大塚康生
グルンワルドの手下。人を惑わし砂地獄に誘い込む。ホルスをグルンワルドの元へ運んだ。
銀色狼
キャラクターデザイン：大塚康生
グルンワルドの手下。群狼を率いて人を襲う。人間を監視してグルンワルドに報告する。
雪狼
キャラクターデザイン：大塚康生
魔力によって作り出された雪の狼。空を飛び村や平原を雪で埋める。

## 声の出演
- ホルス … 大方斐紗子
- ヒルダ … 市原悦子、歌：増田睦美
- グルンワルド … 平幹二朗
- ポトム、フレップ … 堀絢子
- マウニ … 水垣洋子
- ガンコ爺さん … 東野英治郎
- チャハル … 杉山徳子
- 村長 … 三島雅夫
- ドラーゴ … 永田靖
- ボルド、モーグ … 横内正
- ルサン … 津坂匡章（現・秋野太作）
- ピリア … 赤沢亜沙子
- ホルスの父、トト … 横森久
- コロ … 浅井ゆかり
- チロ … 小原乃梨子
- 若い女 … 阿部百合子
- 村の女 … 檜よしえ
- 村人 … 立花一男、神山寛

## スタッフ
- 製作：大川博
- 企画：関政次郎、相野田悟、原徹、齋藤侑
- 脚本：深沢一夫
- 演出：高畑勲
- 作画監督：大塚康生
- 美術：浦田又治
- 場面設計・美術設計：宮崎駿

- 原画：森康二

奥山玲子
小田部羊一
宮崎駿
大田朱美
菊池貞雄
喜多真佐武
- 動画[注 2]：生野徹太

堰合昇
吉田茂承
相磯嘉雄
山下恭子
坂野隆雄
薄田嘉信
坂野勝子
黒澤隆夫
阿部隆
的場茂夫
池原昭治
服部照夫
角田紘一
村松錦三郎
石山毬緒
長沼寿美子
山田みよ
- 背景：土田勇、井岡雅宏、内川文広
- 演出助手：竹田満、笠井由勝
- トレース：入江三帆子、黒澤和子
- ゼログラフィ：加藤稔
- 彩色：岸本弘子、宮本慶子
- 特殊効果：平尾千秋
- 検査：新納三郎
- 調色：谷口洋平
- 撮影：吉村次郎、片山幸男
- 録音：神原広巳
- 編集：千蔵豊
- 音響効果：大平紀義
- 記録：的場節代
- 進行：吉岡修
- 現像：東映化学工業株式会社
- 音楽：間宮芳生
- 演奏：新室内楽協会
- 合唱：日本合唱協会

## 主題歌など
全て、作詞：深沢一夫、作曲：間宮芳生、演奏：新室内楽協会
- 「主題歌」 歌：調布少年少女合唱隊
- 「収穫の唄」 歌：日本合唱協会
- 「子供の唄」 歌：調布少年少女合唱隊
- 「婚礼の唄」 歌：水垣洋子、日本合唱協会
- 「ヒルダの唄」 全て、歌：増田睦美、リュート：浜田三彦
  - ヒルダとホルスの出会いのシーンで流れる唄
  - 陽気な唄（自己紹介の後に歌う唄）
  - 荒野でひとりうたう唄
- 「ヒルダの子守唄」 歌：増田睦美、リュート：浜田三彦

（朝日ソノラマ）

## 製作
東映動画では、『白蛇伝』以来、長編（上映時間80分相当）を年に1本製作・公開してきた。しかし、1963年に虫プロダクションの『鉄腕アトム』によってテレビアニメの時代が始まると東映動画もそれに追随せざるを得なくなる。同年に製作を開始した『ガリバーの宇宙旅行』は、その影響を受け、いったん製作が中断した。1964年9月には、「当分のあいだ、長編アニメーションの制作は中止する」という方針が東映動画社長よりスタッフに伝えられる。だが、『ガリバーの宇宙旅行』公開直前の1965年3月、企画部長の関政次郎から大塚康生に「来年をめど」とした長編次回作の作画監督が打診される。大塚は、題材を『龍の子太郎』、演出（一般に言う監督に相当）を高畑勲とする条件で受諾すると文書で返答する。最終的に大塚の要望が通る形となり、4月から大塚と高畑によって企画の検討が開始された。
当初の『龍の子太郎』は「久しぶりの長編アニメーションにふさわしいスケールが不十分」という理由から却下され、『春楡（チキサニ）の上に太陽』に変更となる。だが、東映側はアイヌを題材にした『コタンの口笛』等の興行実績から難色を示し、舞台を北欧とすることで了承した。この時点で約7か月が経過していた。脚本の深沢一夫から初稿が提示されたのは1965年12月中旬で、高畑およびそれを支援した宮崎駿により、深沢との間で意見の提示と推敲が繰り返された。宮崎は1983年にホルス制作当時について「僕はホルスについては語れないですよ。ほんとに。キザな話だけど、青春そのものなんですよ。あらゆる恥ずかしさが全部入ってる。僕もパクさん（引用者注：高畑の愛称）も若かったから出来たんですよ。もう、今なら恥ずかしくて口に出せないようなことも言ってましたからね。人間を描こうとか……野心に燃えてたんです。」と自分と高畑にとって青春時代であったと述懐しており、2018年に高畑が亡くなった時のお別れの会で宮崎自ら涙しつつ読み上げた追悼文でもホルス制作が大きな部分を占めたほど思い出深いものになることとなった。
最終稿（第5稿）とキャラクター案（作画チーム全員から募集した案を大塚がクリンナップした）の完成は当初予定より2か月以上遅れた1966年3月後半で、4月より高畑と大塚による絵コンテ作業が開始され、作画もそれに続いて着手された。
しかし、スケジュールの停滞（当初は8か月間と予定されていた）から1966年10月に制作中断がスタッフに伝えられ、高畑と大塚の絵コンテ作業のみを続行し、作画スタッフはテレビアニメのチームに入った。一方、高畑はシナリオ内容の映像化のために作品の尺（公開時間）を長くする要望を出していたが受け入れられなかった。中断が決まった際に大塚は企画部長の関から「会社はきみたちにプレハブを作ってくれといっているのに、きみたちがやろうとしているのは頑丈な鉄筋コンクリートだ」と予算・納期の遅延について涙ながらに指摘を受けたという。スタッフの側には「最後の本格的な長編になるかもしれない」という思いから、品質維持へのこだわりがあったことを大塚は記している。小田部羊一は、本作品で高畑から求められた内容に対応したことで、それ以降「どんな仕事も恐くなくなりました」と証言している。「登場人物」節にもあるように、本作品はスタッフが出したアイディアを取捨選択する形で制作された。小田部が「組合を中心に全員が悩み苦しんで完成させたという点で、いい経験になりました」と回想する一方、小田部の妻で同じく原画を務めた奥山玲子は（東映動画では）「初めて演出主導の中央集権的なスタイル」になった本作品に参加した当初は「それまでの自由に任される空気とは違って、戸惑いを感じ」たと述べ、「最初からスムーズにいったわけではなく、様々な葛藤があって完成した作品だと思います」と評している。
1967年1月に製作は再開され、動画の完成がそのほぼ1年後で、初号試写は1968年3月だった。この製作期間に高畑は会社側との折衝で、動画となるカットの静止画（止め絵）への変更や時間の短縮などを余儀なくされた。制作費は7000万円の予算に対して1億3000万円を要した。宮崎駿は、先述の高畑の「お別れの会」で読み上げたコメントの中で、「迷いの森」のシーンの削除が高畑と会社の間で議論になり「カット数からカット毎との作画枚数まで約束し、必要制作日数まで約束せざるを得なくなっていた」ことや、納期や予算の超過に対して「その度にパクさんは始末書を書いた」ことに言及した。

## 興行成績
大塚康生によると、「それまでの長編漫画の最低を記録」したという。その要因として、作品が扱ったテーマは「高校、大学生くらいの年齢を対象」としていたことを挙げ、東映側もそうした客層を想定した宣伝活動をおこなわなかったと指摘している。この大塚の証言も含め「興行面で失敗」が通説とされてきたが、木村智哉は2016年の著書で、1968年夏の本作品を含む『東映まんがパレード』の全国8映画館での興行成績は他の年度と遜色がなかったと指摘している。
製作段階での予算・納期超過により、高畑以下のスタッフは待遇面で他と格差をつけられ（大塚は契約金を半額にされた）、関や担当の原徹は東映動画を退社している。
原画を担当した小田部が時代考証を行った『なつぞら』（2019年度上期NHK連続テレビ小説）でも、本作品をモチーフにした長編映画『神をつかんだ少年クリフ』として、演出家・坂場一久（演・中川大志）を中心とした制作経緯が描かれ、興行実績も芳しくなかったことも描かれている。『なつぞら』では坂場が責任をとって会社を退社したストーリーとなっている。

## 賞歴
- タシケント国際映画祭 - 監督賞[24]

映画祭への招待が決まった際に高畑に対してはすでに前記の「責任追及」の動きがあったことから、高畑とは同期入社の池田宏は先手を打って社内から歓送会の寄付金を集め、「壮行会」を実施したという。高畑は社内からのカンパで横浜港からタシケントに向かった。

## 再評価
ヒロインのヒルダに従来のアニメ作品にはなかった描き方をしたことで、本作品は公開終了後も上映会が開かれるようになった。アニメーション愛好者サークル「東京アニメーション同好会」（アニドウ）を主宰するなみきたかしは、「公開時に観た僕の世代は、みなヒルダにイカレてしまった。それは可愛いとか萌えとかいうものとは断じて違う。二次元の作られたものではなく、考え行動する、そして主張を持った一人の人間を感じて、忘れられない実在の人物となったものなのだ。」と述べている。
漫画家の和田慎二は、本作品を評価し、自作の登場人物に〈ヒルダ〉の名をつけたこともあった。
1980年代には、関連書籍が複数刊行、アニメージュでも特集記事が組まれ再評価が大きく進んだ。
公開から32年が経た2000年11月、本作品の「旧スタッフの集い」が開かれ、約6割のスタッフ（途中降板者は招待自体から除かれた）が参集した。席上、元企画部長だった関政次郎は「皆よくがんばったな。私にとっても忘れられない映画になった」と述べ、大塚康生は「永年のしこりが雪のように解け」たという。宮崎駿も2018年の高畑の「お別れの会」のコメントでこの集いに触れ、「偉い人たちが『あの頃が一番おもしろかったなあ』と言ってくれた。『太陽の王子』の興行は振るわなかったが、もう誰もそんなことを気にしていなかった。」と述べている。

## 同時上映
| タイトル                      | 製作会社           | 原作       | （声の）出演                                         | 備考     |
| ----------------------------- | ------------------ | ---------- | ---------------------------------------------------- | -------- |
| 魔法使いサリー 小さな魔法使い | 東映動画           | 横山光輝   | 平井道子、千々松幸子、白石冬美、加藤みどり、山口奈々 |          |
| ゲゲゲの鬼太郎 （第1作）      | 東映動画           | 水木しげる | 野沢雅子、田の中勇、大塚周夫                         |          |
| ウルトラセブン                | 円谷プロダクション |            | 森次浩司、菱見百合子、中山昭二、石井伊吉             | [ 注 8 ] |

『鬼太郎』はモノクロ作品であるため、1967年春興行以来続いたオールカラー興行が途絶えた。

## 春楡（チキサニ）の上に太陽
『春楡（チキサニ）の上に太陽』はアイヌの民族叙事詩「ユーカラ」を題材とした人形劇である。人形劇団・人形座によって1959年夏に上演された。
知里幸恵の『アイヌ神謡集』に収録された、オキクルミと「悪魔の子」の争いを扱った話を題材に、脚本の深沢が創案した「悪魔（人形劇では「モシロアシタ」）の妹」であるチキサニを加え、アイヌの村人も含めた交流と戦いを描いた。チキサニはオキクルミに誘われたアイヌの集落での暮らしに惹かれながらも兄の命令との間で苦悩し、最後は兄がオキクルミに放った矢を身代わりとして受け絶命する。そのあと、アイヌたちとオキクルミは力を合わせてモシロアシタを倒す。
1959年7月に東京で初演され、8月にはNHKテレビでの放映もあった。『ホルス』の最初のスタッフとなる大塚と高畑は、1959年8月の人形座東京公演を観覧したとみられている。しかし、本作品は「舞台規模が大きく旅上演に不向き」という理由で翌年には演目からはずされた（劇団は小中学校を中心とした地方巡業に収入を依存していた）。その後、人形座は経済的な理由で1963年に解散した。
1983年に徳間書店が『ロマンアルバム・エクセレント(60) 太陽の王子ホルスの大冒険』を刊行した際に、『チキサニの太陽』のタイトルで本作品を紹介した。『ロマンアルバム』に掲載された『春楡の上に太陽』に関する資料は東京公演時のプログラム表紙のみで、「編集部で入手できた」唯一の資料と紹介されている。
アイヌ民族叙事詩より

『春楡（チキサニ）の上に太陽』 オキクルミと悪魔の子

### スタッフ
- 脚本：深沢一夫
- 演出：井村淳、手島修三
- 美術：小室一郎
- 音楽：丸山亜季
- 舞台監督：今泉俊昭

### キャスト
- オキクルミ（アイヌの少年） … 大井六太
- チキサニ（悪魔の妹） … 石井マリ子
- モシロアシタ（悪魔・銀狼） … 河合さき子
- ケムシリ（アイヌの古老） … 田島嘉雄
- 酋長 … 平野一郎
- チカップ（アイヌの青年） … 江原正典
- シュパチ（アイヌの男） … 大井数雄
- フレップ（アイヌの少女） … 石原仁美
- フレップの母 … 後藤和子
- 男1 … 和気八郎
- 部落の男女、動物たち … 佐田弘子、久保多美子、塚越寿美子

## 二次使用
岩井俊二監督の映画『花とアリス』で主人公二人が映画館で本作品を観ており、映像も少し登場する。